# Пелагиада
Пелагиа́да — село в Шпаковском районе (муниципальном округе) Ставропольского края России.

## Варианты названия
По сведениям А. И. Твалчрелидзе, дошедшее до него народное предание так объясняло происхождение топонима Пелагиада: «у одного из заведывавших переселенческим делом на Северном Кавказе были дети: сын Михаил и дочери Надежда и Пелагея; в память их он три смежных села назвал Михайловским, Надеждинским и Пелагиадским».
Другие варианты наименования: Пелагиадское, Палагиада, Пелагеевка, Сибирка.

## География
Расстояние до краевого центра: 20 км.
Расстояние до районного центра: 9 км.
Пелагиада расположена в долине реки Чла. Село вытянулось по течению реки, текущей здесь с юга на север. Села расположено на высоте 300 метров над уровнем моря. С запада и востока над селом возвышается холмы высотой около 100 метров относительно села. В черте села есть несколько прудов.

## История
Село основано в 1783 году в верховье реки Ташлы переселенцами из Курской и Тамбовской губерний (в некоторых других источниках датой основания указаны 1784 и 1794 годы). В списке на 1840 год упоминается с отсёлком Дубовским. В архивных документах указывается, что деревня Дубовка с близлежащими Казинскими хуторами отделена от села Пелагиады весной 1840 года особым сельским обществом. Земля для «вновь открытого селения Дубовки» отмежевана весной 1841 г.
На 1789 год село входило в Ставропольский уезд.
Во второй половине 1890-х годов в селе имелось 546 дворов, столько же домов, деревянная церковь в честь Покрова Пресвятой Богородицы, построенная в 1797 году. По окладным листам в Пелагиаде числилось 1293 «ревизских души», а по посемейным спискам — 3953 «наличных души»; иногородних проживало 272 человека.
В 1918 году на Ставрополье начался процесс коллективизации, не получивший достаточного развития из-за гражданской войны. После окончательного установления советской власти в регионе стали создаваться коммуны и артели, организуемые бывшими красноармейцами. В 1923 году в Пелагиаде была образована кустарная промышленная артель «Красный Мельник».
По состоянию на 1925 год село Пелагиада являлось центром Пелагиадского сельсовета Московского района Ставропольского округа Северо-Кавказского края (с 1937 года — Орджоникидзевский край, с 1943 года — Ставропольский край):282—283. Согласно «Списку населённых мест Северо-Кавказского края» на 1925 год, село состояло из 1241 двора, где проживало 6297 человек (2980 мужчин и 3317 женщин). В Пелагиаде имелись 3 партийные организации, 3 начальные школы, 2 библиотеки (избы-читальни), детский дом, 37 мелких промышленных предприятий (включая 9 кузниц, 26 мельниц и 2 маслобойни), а также 2 ссыпных пункта:282—283.
30 января 1930 года Софиевскому сельсовету был передан хутор Хлебороб из Пелагиадского сельсовета Изобильно-Тищенского района.
До 16 марта 2020 года село было административным центром упразднённого Пелагиадского сельсовета.

## Население
| 1789  | 1873  | 1881  | 1897  | 1903  | 1909  | 1925  |
| ----- | ----- | ----- | ----- | ----- | ----- | ----- |
| 2425  | ↗2571 | ↗3486 | ↗4533 | ↗5081 | ↗6593 | ↘6297 |
| 1926  | 1979  | 1989  | 2002  | 2010  | 2013  | 2014  |
| ↗6554 | ↘5716 | ↗5988 | ↗6750 | ↗6814 | ↗6859 | ↘6800 |
| 2021  |       |       |       |       |       |       |
| ↗7110 |       |       |       |       |       |       |

Гендерный состав
По данным переписи 1926 года 3094 мужчины и 3460 женщин:269.
По итогам переписи населения 2010 года проживали 3188 мужчин (46,79 %) и 3626 женщин (53,21 %).
Национальный состав
По данным переписи 1926 года - 6426 русских:269.
По данным переписи 2002 года, 92 % населения — русские.
По итогам переписи населения 2010 года проживали следующие национальности (национальности менее 1 %, см. в сноске к строке "Другие"):
| Национальность | Численность | Процент |
| -------------- | ----------- | ------- |
| Русские        | 6316        | 92,69   |
| Армяне         | 272         | 3,99    |
| Другие         | 226         | 3,32    |
| Итого          | 6814        | 100,00  |

## Инфраструктура
- Культурно-спортивный комплекс[33]
- Трасса для мотокросса
- Карьер «Михайловское»
- Аэродром ZD29 Пелагиада
- Участковая больница
- Общественное открытое кладбище площадью 120000 м² и общественное закрытое площадью 150 м²[34].

## Образование
- Детский сад № 5[35]
- Детский сад № 19[36]. Открыт 10 сентября 1960 года как детский сад «Пелагиадского карьероуправления»[37]
- Детский сад № 32[38]
- Средняя общеобразовательная школа № 6[39]
- Средняя общеобразовательная школа № 7[40]
- Детская музыкальная школа[41]

## Русская православная церковь
- Церковь во имя Покрова Божьей Матери. Здание деревянное с такой же колокольней, окрашено масляной краской. Построена в 1797 году тщанием прихожан[42].
- Церковь Успения Святой Богородицы. Строилась с 1889 по 1895 год на средства прихожан. Здание деревянное, окрашенное масляной краской. Звонница размещена над воротами ограды[42]. Сгорела в 2003 году, восстановлена и освящена в 2009 году.

## Люди, связанные с селом
- Кащаев Михаил Яковлевич (1916-) —  участник Великой Отечественной войны 1941—1945 гг., кавалер ордена Славы III степени.[43]
- Раиса Васильевна Котова (1939 — 2019) — советская и российская оперная певица, окончила Пелагиадскую среднюю школу №3 в 1956 году. В селе Пелагиада захоронен прах певицы.
- Николай Николаевич Планидин (1916  — 1996), участник Великой Отечественной войны 1941—1945 гг., кавалер ордена Красной Звезды[44].

## Памятники
- Братская могила воинов, погибших в годы гражданской и Великой Отечественной войн. 1918—1920, 1942, 1967 года[45]

## Памятники археологии
- Археологический комплекс «Лесные ключи». 9-13 вв. н. э[46].
- Могильник. 9-13 вв. н. э[47].
- Городище. 9-13 вв[48].
- Башня. 9-13 вв[49].
- Укрепление «Шпиль». 9-13 вв[50].
- Земляное круглое укрепление. 9-13 вв[51].
- Земляное укрепление. 9-13 вв[52].